# Hexâmetro
O hexâmetro (ortoépia: z; do latim "hexameter" ou "hexametrus", pelo grego ἑξάμετρος, lit. "de seis medidas") é uma forma de medida poética literária consistindo de seis pés métricos iguais por verso, onde os quatro primeiros pés podem ser dátilos ou espondeus; e onde o quinto pé será dátilo, e o sexto, espondeu - como na Ilíada. Esse tipo de verso foi o padrão do metro épico tanto dos gregos como dos romanos, além de ser usados em outros tipos de composição, como nas sátiras de Horácio e nas Metamorfoses de Ovídio. Na mitologia grega o hexâmetro foi inventado em Delfos, e há duas versões sobre seu inventor: ou Femonoe, primeira profetisa de Apolo. ou o imigrante hiperbóreo Olen.
O hexâmetro nunca gozou de grande popularidade no português, ou mesmo na maioria dos idiomas neo-latinos, de forma que essa medida costuma ser trocada pelo decassílabo heroico. Mesmo os autores de língua portuguesa, principalmente os de séculos anteriores, ainda preferiam escrever em latim ao usar o hexâmetro - como o fez, por exemplo, Antonio Dias Cordeiro.